# Aramits
Aramits [aʁamits] est une commune française, située dans le département des Pyrénées-Atlantiques en région Nouvelle-Aquitaine.

## Géographie

### Localisation
Aramits est un village situé  à 350 mètres d’altitude dans la vallée de Barétous, au piémont des Pyrénées et proche de la station de ski de la Pierre-Saint-Martin, située à une vingtaine de kilomètres.
Il se trouve à 47 km par la route de Pau, préfecture du département, et à 14 km d'Oloron-Sainte-Marie, sous-préfecture.
Sur le plan historique et culturel, Aramits fait partie de la province du Béarn, un ancien état et qui présente une unité historique et culturelle à laquelle s’oppose une diversité frappante de paysages au relief tourmenté.

### Communes limitrophes
Les communes limitrophes sont  Ance Féas, Ance, Arette, Asasp-Arros, Barcus, Esquiule, Issor et Lanne-en-Barétous.
| Esquiule          | Ance Féas |             |
| Barcus            | Aramits   | Asasp-Arros |
| Lanne-en-Barétous | Arette    | Issor       |

### Géologie et relief
Le Sommet de Souek culmine à 623 mètres, le Soum d'Unars à 604 mètres et le Barrat de Sottou à 556 mètres.

### Hydrographie

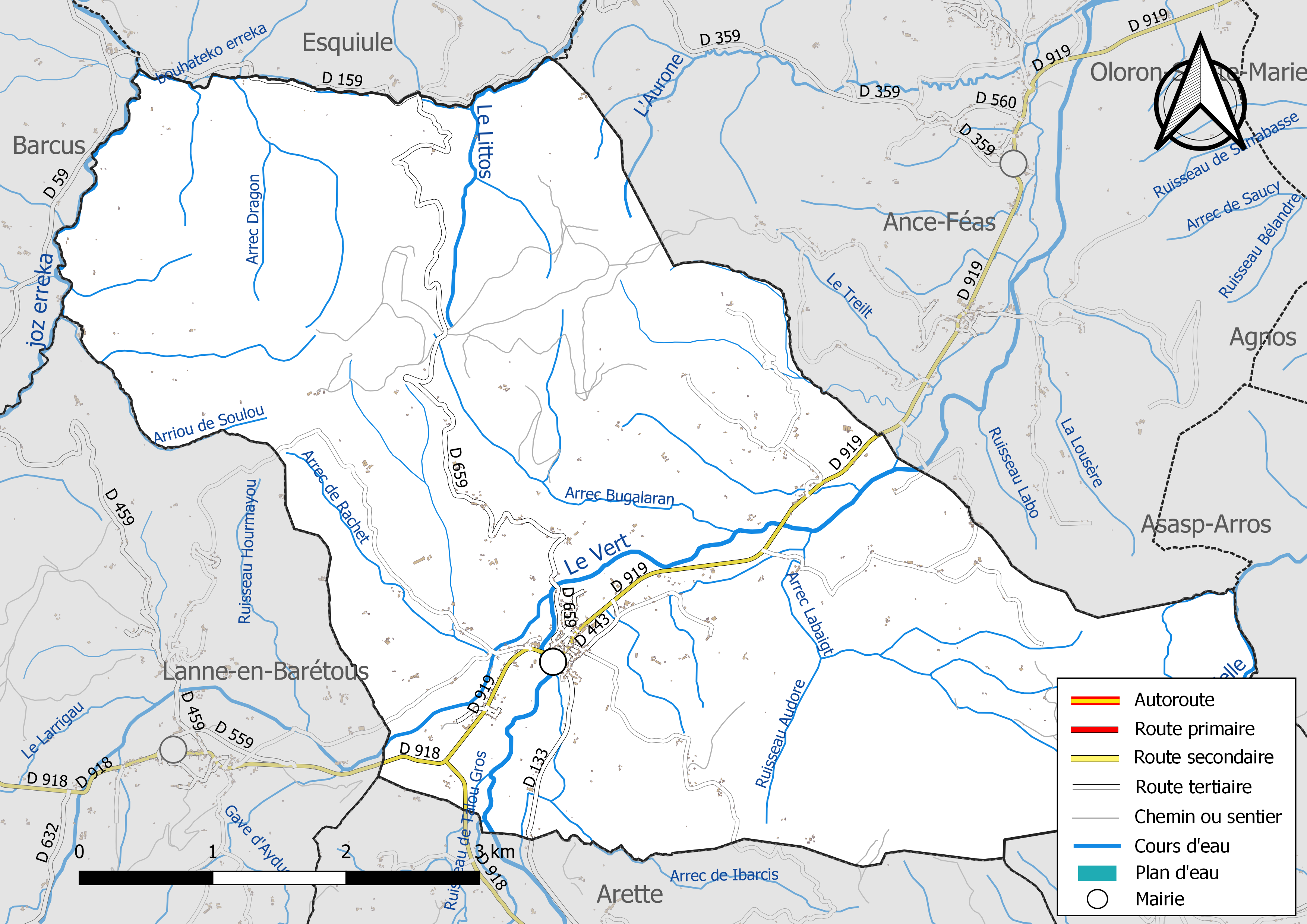
Réseaux hydrographique et routier d'Aramits.

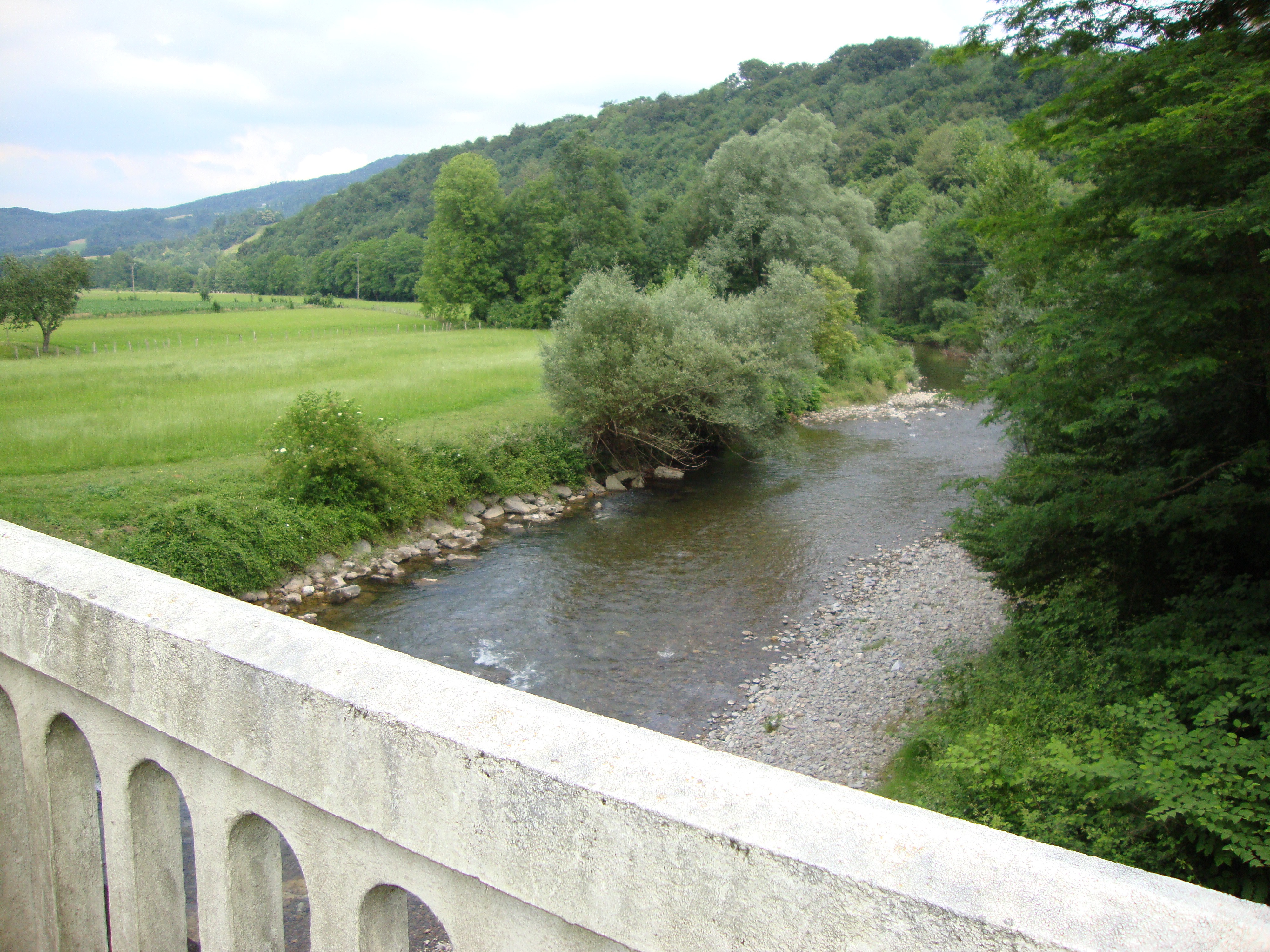
Le Vert au lieu-dit Serreuille.

La commune est drainée par le Joos, le Vert, la Mielle, le Littos, le Bitole, l'Aurone, le ruisseau de Lancy, l’Arrec Bugalaran, l’Arrec de Ibarcis, l’Arrec de Rachet, l’Arrec Dragon, l’Arrec Labaigt, l’Arriou de Soulou, Bouhatéko erreka, et par divers petits cours d'eau, constituant un réseau hydrographique de 48 km de longueur totale,.
Le Joos, d'une longueur totale de 35,6 km, prend sa source dans la commune de Montory et s'écoule du sud vers le nord. Il traverse la commune et se jette dans le gave d'Oloron à Préchacq-Josbaig.
Le Vert, d'une longueur totale de 34,9 km, prend sa source dans la commune d'Arette et s'écoule du sud vers le nord. Il traverse la commune et se jette dans le gave d'Oloron à Moumour, après avoir traversé 6 communes.
La Mielle, d'une longueur totale de 14,3 km, prend sa source dans la commune et s'écoule vers le nord. Elle se jette dans le gave d'Oloron à Oloron-Sainte-Marie, après avoir traversé 5 communes.
Le Littos, d'une longueur totale de 13,1 km, prend sa source dans la commune et s'écoule du sud-ouest vers le nord-ouest. Il se jette dans le Vert à Esquiule, après avoir traversé 4 communes.
Le Bitole, d'une longueur totale de 16,7 km, prend sa source dans la commune de Lanne-en-Barétous et s'écoule du sud vers le nord. Il traverse la commune et se jette dans le Vert sur le territoire communal.

### Climat
Pour des articles plus généraux, voir Climat de la Nouvelle-Aquitaine et Climat des Pyrénées-Atlantiques.
Historiquement, la commune est exposée à un climat de montagne.
En 2020, Météo-France publie une typologie des climats de la France métropolitaine dans laquelle la commune est toujours exposée à un climat de montagne et est dans la région climatique Pyrénées atlantiques, caractérisée par une pluviométrie élevée (>1 200 mm/an) en toutes saisons, des hivers très doux (7,5 °C en plaine) et des vents faibles.
Pour la période 1971-2000, la température annuelle moyenne est de 12,8 °C, avec une amplitude thermique annuelle de 13,5 °C. Le cumul annuel moyen de précipitations est de 1 422 mm, avec 11,5 jours de précipitations en janvier et 9,1 jours en juillet. Pour la période 1991-2020, la température moyenne annuelle observée sur la station météorologique la plus proche, située sur la commune d'Oloron-Sainte-Marie à 13 km à vol d'oiseau, est de 13,1 °C et le cumul annuel moyen de précipitations est de 1 491,4 mm,. Pour l'avenir, les paramètres climatiques de la commune estimés pour 2050 selon différents scénarios d'émission de gaz à effet de serre sont consultables sur un site dédié publié par Météo-France en novembre 2022.

### Milieux naturels et biodiversité

#### Réseau Natura 2000
Le réseau Natura 2000 est un réseau écologique européen de sites naturels d'intérêt écologique élaboré à partir des Directives « Habitats » et « Oiseaux », constitué de zones spéciales de conservation (ZSC) et de zones de protection spéciale (ZPS).
Un site Natura 2000 a été défini sur la commune au titre de la « directive Habitats » : « le gave d'Oloron (cours d'eau) et marais de Labastide-Villefranche »,.

#### Zones naturelles d'intérêt écologique, faunistique et floristique
L’inventaire des zones naturelles d'intérêt écologique, faunistique et floristique (ZNIEFF) a pour objectif de réaliser une couverture des zones les plus intéressantes sur le plan écologique, essentiellement dans la perspective d’améliorer la connaissance du patrimoine naturel national et de fournir aux différents décideurs un outil d’aide à la prise en compte de l’environnement dans l’aménagement du territoire.
Cinq ZNIEFF de type 2 sont recensées sur la commune, : 
- le « bassin versant du Lausset et du Joos : bois, landes et zones tourbeuses » (19 519,13 ha), couvrant 23 communes du département[21] ;
- les « massifs forestiers et landes de Bugangue et de Labaig » (1 406,14 ha), couvrant 5 communes du département[22] ;
- le « réseau hydrographique du gave d'Oloron et de ses affluents » (6 885,32 ha), couvrant 114 communes dont 2 dans les Landes et 112 dans les Pyrénées-Atlantiques[23];
- la « vallée d'Aspe » (54 924,87 ha), couvrant 22 communes du département[24].

## Urbanisme

### Typologie
Au 1er janvier 2024, Aramits est catégorisée commune rurale à habitat dispersé, selon la nouvelle grille communale de densité à sept niveaux définie par l'Insee en 2022.
Elle est située hors unité urbaine. Par ailleurs la commune fait partie de l'aire d'attraction d'Oloron-Sainte-Marie, dont elle est une commune de la couronne,. Cette aire, qui regroupe 44 communes, est catégorisée dans les aires de moins de 50 000 habitants,.

### Occupation des sols

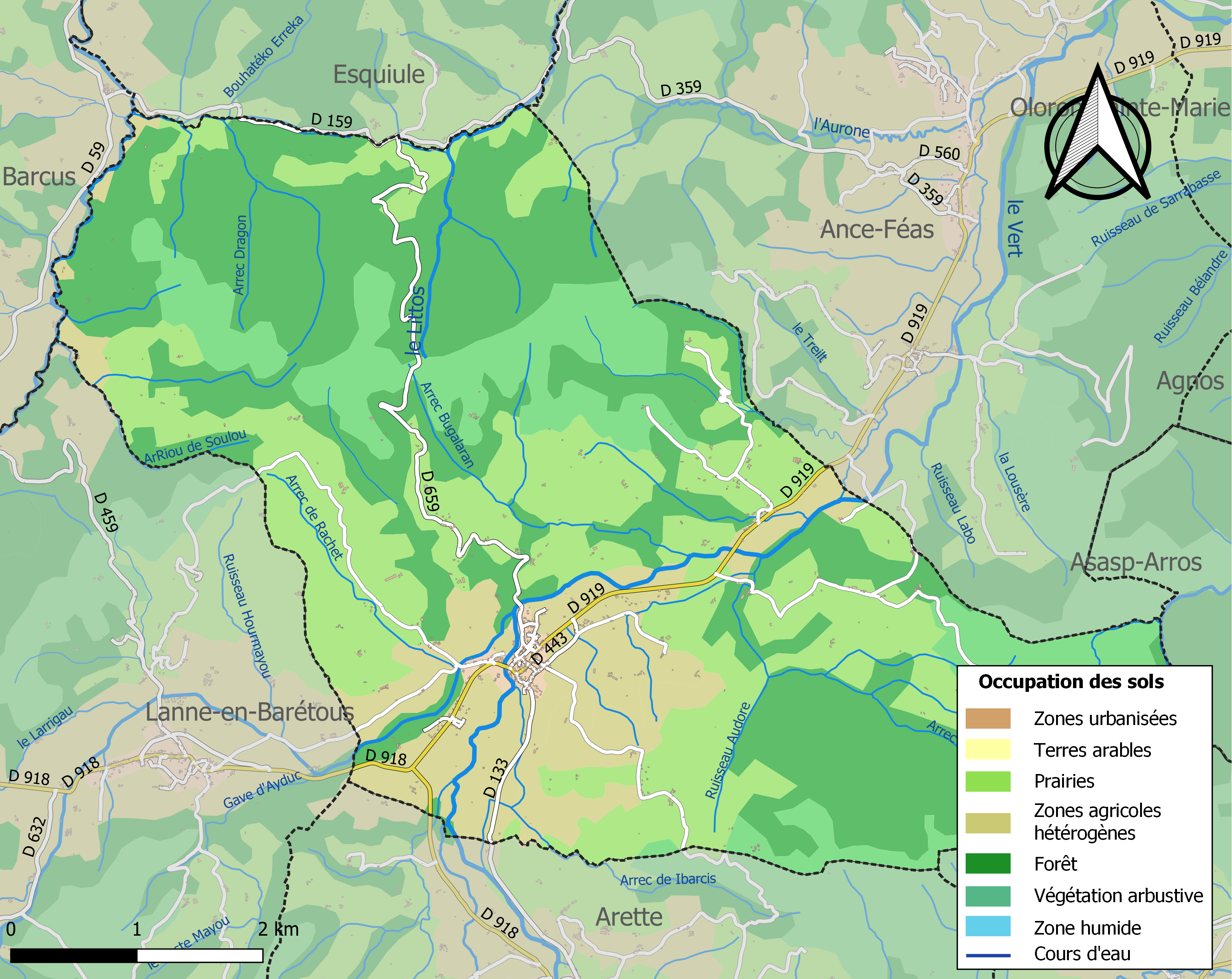
Carte des infrastructures et de l'occupation des sols de la commune en 2018 (CLC).

L'occupation des sols de la commune, telle qu'elle ressort de la base de données européenne d’occupation biophysique des sols Corine Land Cover (CLC), est marquée par l'importance des forêts et milieux semi-naturels (55,8 % en 2018), une proportion sensiblement équivalente à celle de 1990 (55,7 %). La répartition détaillée en 2018 est la suivante : 
forêts (38,5 %), prairies (29,4 %), milieux à végétation arbustive et/ou herbacée (17,2 %), zones agricoles hétérogènes (14 %), zones urbanisées (0,9 %). L'évolution de l’occupation des sols de la commune et de ses infrastructures peut être observée sur les différentes représentations cartographiques du territoire : la carte de Cassini (XVIIIe siècle), la carte d'état-major (1820-1866) et les cartes ou photos aériennes de l'IGN pour la période actuelle (1950 à aujourd'hui).

### Lieux-dits, hameaux et écarts
- Aïtzaguer[4]
- Andillon[4]
- Arhanchet[4]
- Aripe[4]
- Atchouètos[4]
- Badet[4]
- Balèn[4]
- Baliros[4]
- Villa Barétous[4]
- Bénébig[4]
- Bernasqué[4]
- Bigué[4]
- Bilaire[4]
- Bouenou[4]
- Bourette[4],[29]
- Brincou[4]
- Fontaine Bugalaran[4]
- Bois de Bugangue[4],[29]
- Borde Estanguet[4]
- Granges Cachau[4]
- Calangué[4],[29]
- Camou[4]
- Capdeville[4]
- Carquet[4]
- Carrère[4]
- Casabonne[4]
- Casalet[4]
- Casemayou[4]
- Castéra[4]
- Chandelle[4]
- Chicane[4]
- Chinaberry[4]
- Chourrout[4]
- Coig[4]
- Coig de Lamothe[4]
- Couéchot[4]
- Coustarou[4]
- Crapuchette[4]
- Escary[4]
- Escoubès[4]
- Escribasse[4]
- Estrate[4]
- Galard[4]
- Garay[4]
- la Gloriette[4]
- Gouloume[4],[29]
- Gourroure[4]
- Guirail[4]
- Hondeville[4]
- Laborde[4]
- Lac de Bas[4]
- Lacazette[4]
- Lacouère[4]
- Lagarde[4]
- Lahitte[4]
- Lamothe[4] (2 lieux-dits)
- Lanne de Haut[4],[29]
- Lanneretonne[4]
- Larrande[4]
- Lartigau[4]
- Laserre[4]
- Laude Bousquet[4]
- Grange Lerdou[4]
- Lesponne[4]
- Lhande[4]
- Loustalot[4]
- Loustaucaus[4]
- Grange de Lurbet[4]
- Mendioudou[4]
- Ménin[4]
- Mesplou[4]
- Miapira[4]
- Miramon[4]
- Mirande[4]
- Moncole[4]
- Mounolou[4]
- les Murs[4]
- Olivé de Haut[4],[29]
- Olivé de Baig[4],[29]
- Oscamou[4]
- Grange d’Osse[29]
- Ouncès[4]
- Oyhenard[4]
- Pastou[4]
- les Pernes[4]
- Peyré[4]
- Grange de Pradet[4]
- Prat[4]
- Bois de Rachet[4]
- Pont de Rachou[4]
- Ripaète[4]
- Satzoury[4]
- Serres[4]
- Serreuille[4],[29]
- Sottou[4]
- Soulou[4],[29]
- Talou[4]
- Talou Andichou[4]
- Talou Piarroch[4]
- Tembla de la Loupère[4]
- Tos de Haut[4]
- Trébucq[4]
- les Trois Arbres[4]

### Habitat et logement
En 2020, le nombre total de logements dans la commune était de 394, alors qu'il était de 401 en 2015 et de 359 en 2010.
Parmi ces logements, 73,4 % étaient des résidences principales, 19,2 % des résidences secondaires et 7,4 % des logements vacants. Ces logements étaient pour 91,5 % d'entre eux des maisons individuelles et pour 8,2 % des appartements.
Le tableau ci-dessous présente la typologie des logements à Aramits en 2020 en comparaison avec celle des Pyrénées-Atlantiques et de la France entière. Une caractéristique marquante du parc de logements est ainsi une proportion de résidences secondaires et logements occasionnels (19,2 %) supérieure à celle du département (13,5 %) et à celle de la France entière (9,7 %). Concernant le statut d'occupation de ces logements, 74,8 % des habitants de la commune sont propriétaires de leur logement (74 % en 2015), contre 61,3 % pour les Pyrénées-Atlantiques et 57,5 pour la France entière.
| Typologie                                               | Aramits | Pyrénées-Atlantiques | France entière |
| ------------------------------------------------------- | ------- | -------------------- | -------------- |
| Résidences principales (en %)                           | 73,4    | 78,6                 | 82,1           |
| Résidences secondaires et logements occasionnels (en %) | 19,2    | 13,5                 | 9,7            |
| Logements vacants (en %)                                | 7,4     | 7,9                  | 8,2            |

### Voies de communication et transports
La commune est desservie par l'ancienne Route nationale 618a(actuelle RD 919) menant à Oloron-Sainte-Marie.
La ligne 848 du réseau interurbain des Pyrénées-Atlantiques, qui relie La Pierre Saint-Martin à Oloron-Sainte-Marie, s'arrête à Aramits.

### Risques naturels et technologiques
Le territoire de la commune d'Aramits est vulnérable à différents aléas naturels : météorologiques (tempête, orage, neige, grand froid, canicule ou sécheresse), inondations, feux de forêts, mouvements de terrains et séisme (sismicité moyenne). Un site publié par le BRGM permet d'évaluer simplement et rapidement les risques d'un bien localisé soit par son adresse soit par le numéro de sa parcelle.
Certaines parties du territoire communal sont susceptibles d’être affectées par le risque d’inondation par une crue torrentielle ou à montée rapide de cours d'eau, notamment la Mielle, le Vert, le ruisseau le vert de barlanès, le Littos et le Joz erreka. La commune a été reconnue en état de catastrophe naturelle au titre des dommages causés par les inondations et coulées de boue survenues en 1982, 1992, 2008 et 2009,.
Aramits est exposée au risque de feu de forêt. En 2020, le premier plan de protection des forêts contre les incendies (PDPFCI) a été adopté pour la période 2020-2030. La réglementation des usages du feu à l’air libre et les obligations légales de débroussaillement dans le département des Pyrénées-Atlantiques font l'objet d'une consultation de public ouverte du 16 septembre au 7 octobre 2022,.

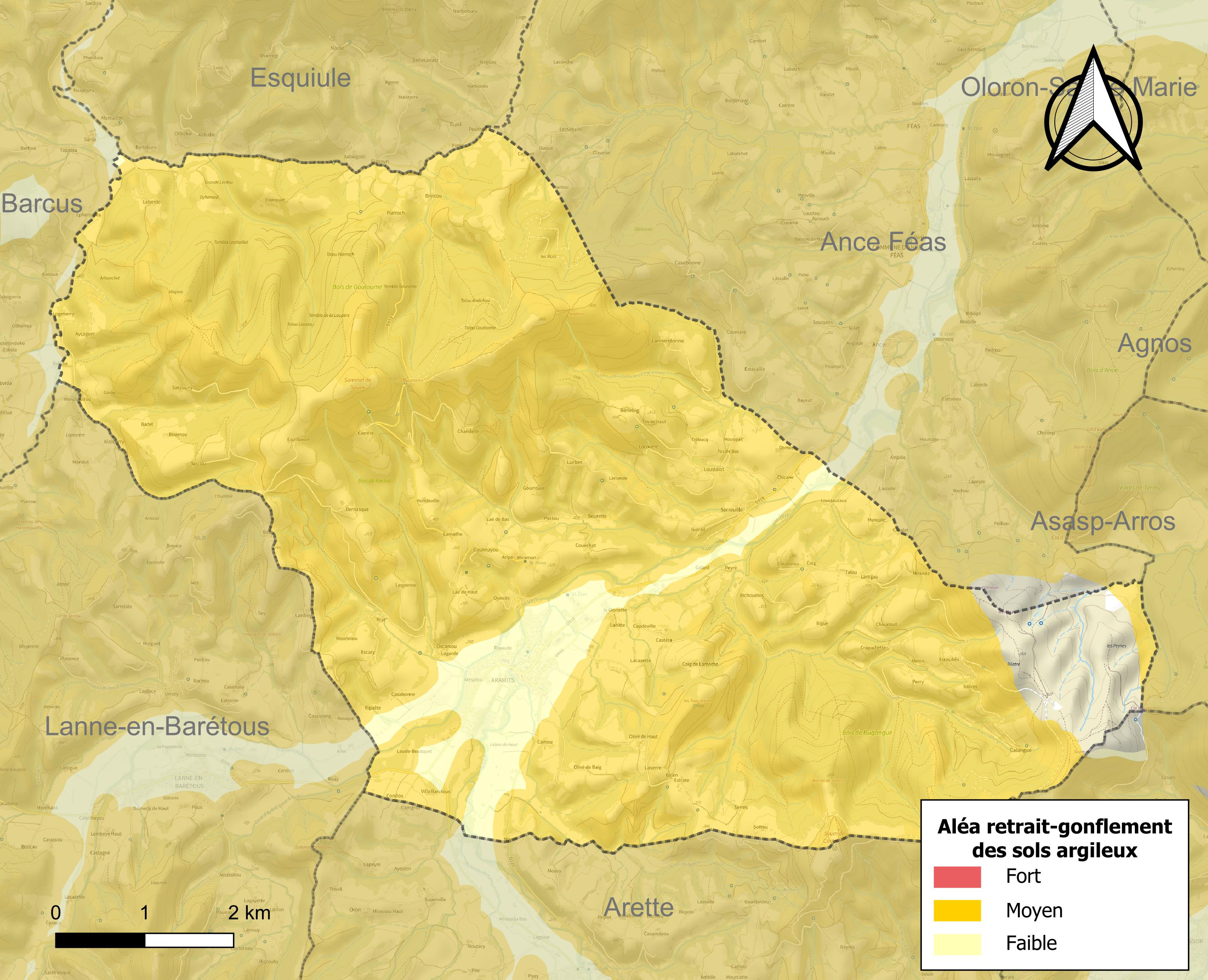
Carte des zones d'aléa retrait-gonflement des sols argileux d'Aramits.

La commune est vulnérable au risque de mouvements de terrains constitué principalement du retrait-gonflement des sols argileux.
Cet aléa est susceptible d'engendrer des dommages importants aux bâtiments en cas d’alternance de périodes de sécheresse et de pluie. 90,6 % de la superficie communale est en aléa moyen ou fort (59 % au niveau départemental et 48,5 % au niveau national). Depuis le 1er octobre 2020, en application de la loi ELAN, différentes contraintes s'imposent aux vendeurs, maîtres d'ouvrages ou constructeurs de biens situés dans une zone classée en aléa moyen ou fort,.

## Toponymie
Le toponyme Aramits apparaît sous les formes 
Aramiçs (1270, titres de la vallée d'Ossau), 
Aramitz en Baratons (1376, contrat de Luntz), 
Iramitz (1383, contrat de Luntz), 
Sent-Vinsens d'Aramitz (1606, insinuations du diocèse d'Oloron), 
Aramys (1630, carte le Païs de Béarn) et 
Aramits sur la carte de Cassini (fin XVIIIe siècle).
Pour Brigitte Jobbé-Duval, l’origine du toponyme est basque, de aran (« vallée ») et -itz (suffixe locatif et collectif), donnant « lieu des vallées » ou « confluent ». Elle indique également que les habitants étaient autrefois surnommés grenouilles (sobriquet désignant les habitants des marécages).
L'Arrigau est un hydronyme désignant un ruisseau qui prend sa source sur Arette et conflue avec le Vert à Aramits. Il est cité en 1538 (lo ariu aperat la Rigau, réformation de Béarn) et en 1863 (l’Arrigas, dictionnaire topographique Béarn-Pays basque) sous des graphies différentes.
Paul Raymond mentionne en 1863 un hameau du nom de Basques.
La Bourette est le nom d’un tributaire du Vert, qui arrose Aramits. Il est mentionné en 1863, dans le dictionnaire topographique Béarn-Pays basque.
Le bois de Bugangue était situé, en 1863, sur le territoire d’Asasp. Il apparaît sous la graphie lo boscq de Buyangue en 1477 dans les titres de la vallée d'Aspe. Le ruisseau de Bugangue, nom d’un affluent de la Mielle, arrosait en 1863, Asasp et Gurmençon.
La Grange-d’Osse était une ferme appartenant à l’abbaye de Pontaut (Landes) et un fief de la vicomté de Béarn, dépendant du bailliage d’Oloron. On retrouve le toponyme sous les formes 
l’Espitau d’Osse (1385, censier de Béarn) et 
la Grange de Osse ab une petite gleysi (1538, réformation de Béarn).
Le toponyme Calangué fait référence au ruisseau le Calangue, mentionné par le dictionnaire topographique Béarn-Pays basque (1863), qui prend sa source dans le bois de Budangue et rejoint le Dandarou, un affluent du Vert.
Gouloume apparaît sous la graphie Goulomme en 1863 (dictionnaire topographique Béarn-Pays basque) et désignait à l’époque un bois.
Lanne de Haut est à rapprocher d’un autre lieu-dit d’Aramits, aujourd’hui commune de Lanne-en-Barétous. Ce toponyme est mentionné sous les formes 
Lane (1385, cencier de Béarn), 
Lana (1444, règlements de la Cour Majour de Béarn), 
Sanctus Martinus de Lanne (1673, insinuations du diocèse d'Oloron).
Olivé désigne une ferme de la commune, déjà citée sous la forme Oliber en 1538 (réformation de Béarn).
Serreuille est un hameau d’Aramits, mentionné sous les graphies 
Seruilhe (1376, montre militaire de Béarn), 
Sarrulhe-Susoo et Sarrulhe-Jusoo (1385 pour ces deux formes, censier de Béarn).
Soulou est une ferme que l’on retrouve sous la forme Soulon en 1581 dans la réformation de Béarn.

## Histoire

### Moyen Âge
Aramits est l'ancien chef-lieu de la vallée de Barétous. Celle-ci disposait d'un for particulier dès 1221. La communauté était administrée par un conseil de jurats représentant l'ensemble de la vallée et qui se réunissait dans la « maison de la vallée ».
Paul Raymond note l'existence de deux abbayes laïques, vassales de la vicomté de Béarn : l'Abadie-Susan et l'Abadie-Jusan. Le château restant — dont il ne subsiste qu'une porte — a vu naitre Henri d'Aramitz, admis dans la Compagnie des mousquetaires du roi.
En 1385, Aramits comptait 52 feux et dépendait du bailliage d'Oloron. Peu avant (1375), le curé d'Aramits joua un rôle de conciliateur dans les conflits opposant les Espagnols et les Français, et qui donna naissance au traité appelé Junte de Roncal.

### Époque contemporaine
Le 13 mars 2000, Aramits a été frappé par un tremblement de terre de magnitude 4,2.

## Politique et administration

### Rattachements administratifs et électoraux

#### Rattachements administratifs
La commune se trouve dans l'arrondissement d'Oloron-Sainte-Marie du département des Pyrénées-Atlantiques.
Elle était depuis 1793 le chef-lieu du canton d'Aramits. Dans le cadre du redécoupage cantonal de 2014 en France, cette circonscription administrative territoriale a disparu, et le canton n'est plus qu'une circonscription électorale.

#### Rattachements électoraux
Pour les élections départementales, la commune fait partie depuis 2014 du canton d'Oloron-Sainte-Marie-1
Pour l'élection des députés, elle fait partie de la quatrième circonscription des Pyrénées-Atlantiques.

### Intercommunalité
Aramits était  le siège de la petite communauté de communes de la vallée de Barétous, un établissement public de coopération intercommunale (EPCI) à fiscalité propre créé fin 1990 et auquel la commune avait transféré un certain nombre de ses compétences, dans les conditions déterminées par le code général des collectivités territoriales.
Dans le cadre des dispositions de la loi portant nouvelle organisation territoriale de la République du 7 août 2015, qui prévoit que les établissements publics de coopération intercommunale (EPCI) à fiscalité propre doivent avoir un minimum de 15 000 habitants, cette intercommunalité a fusionné avec ses voisines pour former, le 1er janvier 2017, la communauté de communes du Haut Béarn, dont est désormais membre la commune.

### Liste des maires
| Période                                  | Période                       | Identité             | Étiquette   | Qualité                                            |
| ---------------------------------------- | ----------------------------- | -------------------- | ----------- | -------------------------------------------------- |
| Les données manquantes sont à compléter. |                               |                      |             |                                                    |
|                                          |                               |                      |             |                                                    |
|                                          |                               | Jean Cauhapé         |             | Notaire Conseiller général d'Aramits (1852 → 1872) |
|                                          |                               | Henri Rey            | Républicain | Notaire Conseiller général d'Aramits (1872 → 1893) |
|                                          |                               |                      |             |                                                    |
| mars 1983                                | mars 1989                     | Pierre Louis         |             |                                                    |
| mars 1989                                | 2014                          | Daniel Lourtau       |             |                                                    |
| 2014                                     | juin 2023,                    | Étienne Serna        |             | Chef d’équipe chez Lindt & Sprüngli Démissionnaire |
| octobre 2023                             | En cours (au 15 janvuer 2024) | Jean-François Casaux |             | Agriculteur retraité                               |

### Jumelages
Au 16 février 2012, Aramits est jumelée avec :
- Isaba-Izaba (Espagne) depuis 1977 ;
- Roncal-Erronkari (Espagne) depuis 2003.

## Équipements et services publics

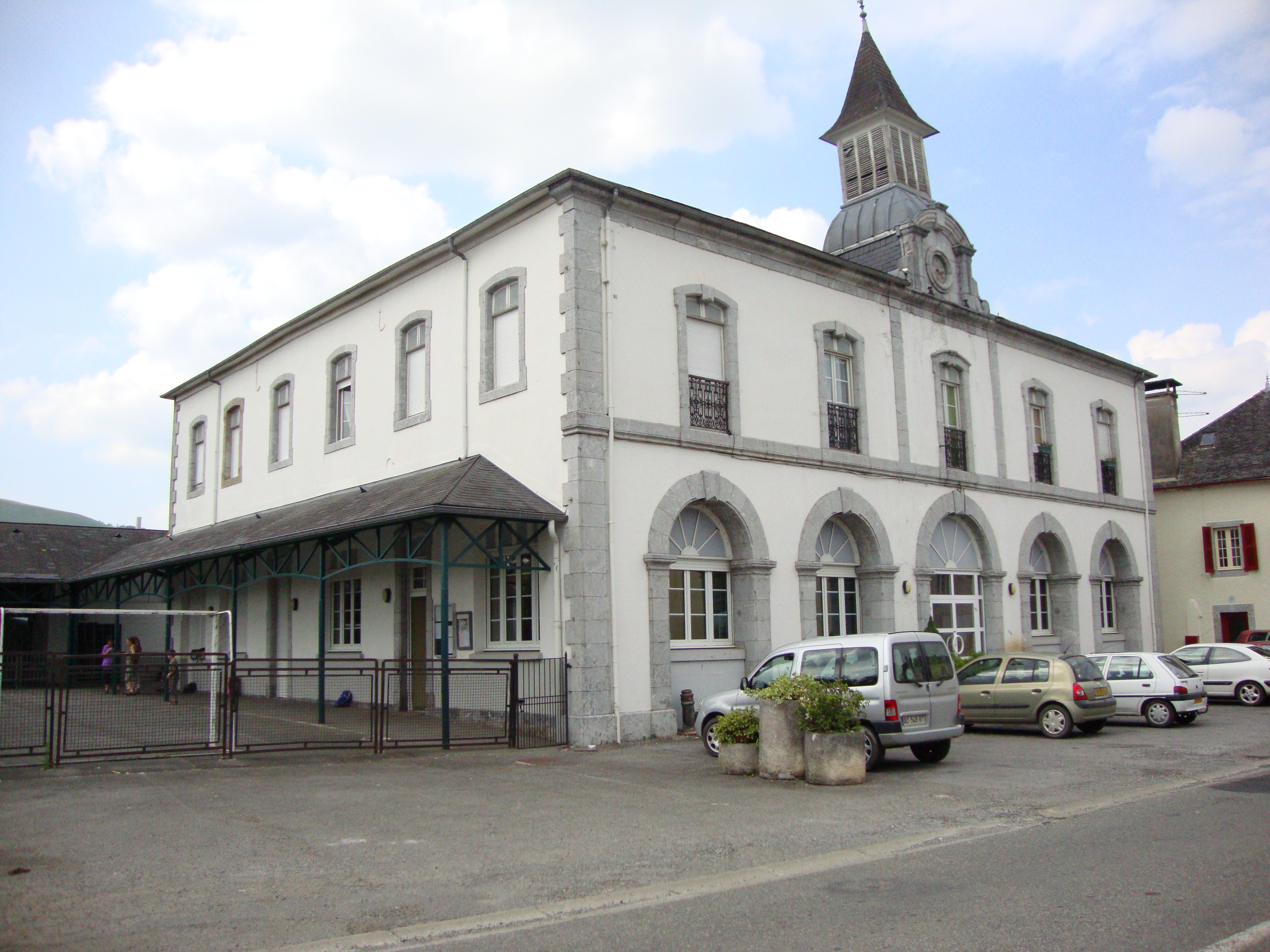
L'école.

### Enseignement
La commune possède une école primaire.

## Population et société
Le nom des habitants est Aramitsiens,.

### Démographie
L'évolution du nombre d'habitants est connue à travers les recensements de la population effectués dans la commune depuis 1793. Pour les communes de moins de 10 000 habitants, une enquête de recensement portant sur toute la population est réalisée tous les cinq ans, les populations de référence des années intermédiaires étant quant à elles estimées par interpolation ou extrapolation. Pour la commune, le premier recensement exhaustif entrant dans le cadre du nouveau dispositif a été réalisé en 2008.

En 2022, la commune comptait 658 habitants, en évolution de −2,23 % par rapport à 2016 (Pyrénées-Atlantiques : +3,78 %, France hors Mayotte : +2,11 %).
| 1793  | 1800 | 1806  | 1821  | 1831  | 1836  | 1841  | 1846  | 1851  |
| ----- | ---- | ----- | ----- | ----- | ----- | ----- | ----- | ----- |
| 1 024 | 938  | 1 001 | 1 220 | 1 264 | 1 317 | 1 303 | 1 306 | 1 249 |

| 1856  | 1861  | 1866  | 1872  | 1876  | 1881  | 1886  | 1891 | 1896 |
| ----- | ----- | ----- | ----- | ----- | ----- | ----- | ---- | ---- |
| 1 209 | 1 150 | 1 073 | 1 024 | 1 040 | 1 110 | 1 031 | 962  | 986  |

| 1901 | 1906 | 1911 | 1921 | 1926 | 1931 | 1936 | 1946 | 1954 |
| ---- | ---- | ---- | ---- | ---- | ---- | ---- | ---- | ---- |
| 953  | 953  | 940  | 796  | 766  | 753  | 740  | 697  | 642  |

| 1962 | 1968 | 1975 | 1982 | 1990 | 1999 | 2006 | 2008 | 2013 |
| ---- | ---- | ---- | ---- | ---- | ---- | ---- | ---- | ---- |
| 622  | 600  | 621  | 602  | 588  | 653  | 666  | 669  | 676  |

| 2018 | 2022 | - | - | - | - | - | - | - |
| ---- | ---- | - | - | - | - | - | - | - |
| 666  | 658  | - | - | - | - | - | - | - |

### Manifestations culturelles
- Fête des bergers d'Aramits, tous les ans en septembre.

### Sports et loisirs
En rugby à XV, l'Entente Aramits-Asasp a évolué en Fédérale 2 et en Fédérale 3 lors de la saison 2017-2018.

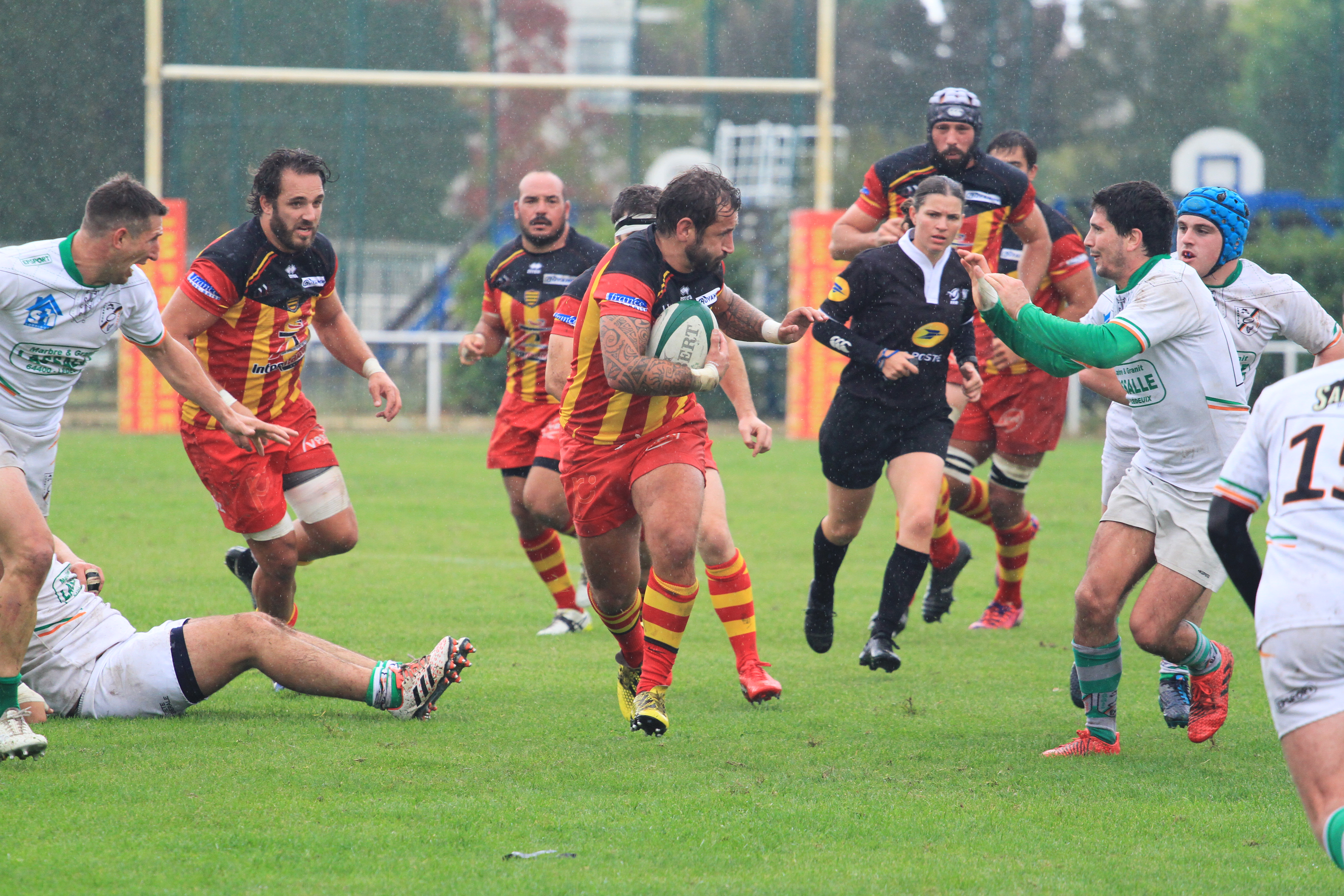
Match Floirac et Aramits Asasp en Fédérale 2 (poule 7), le 7 octobre 2018.
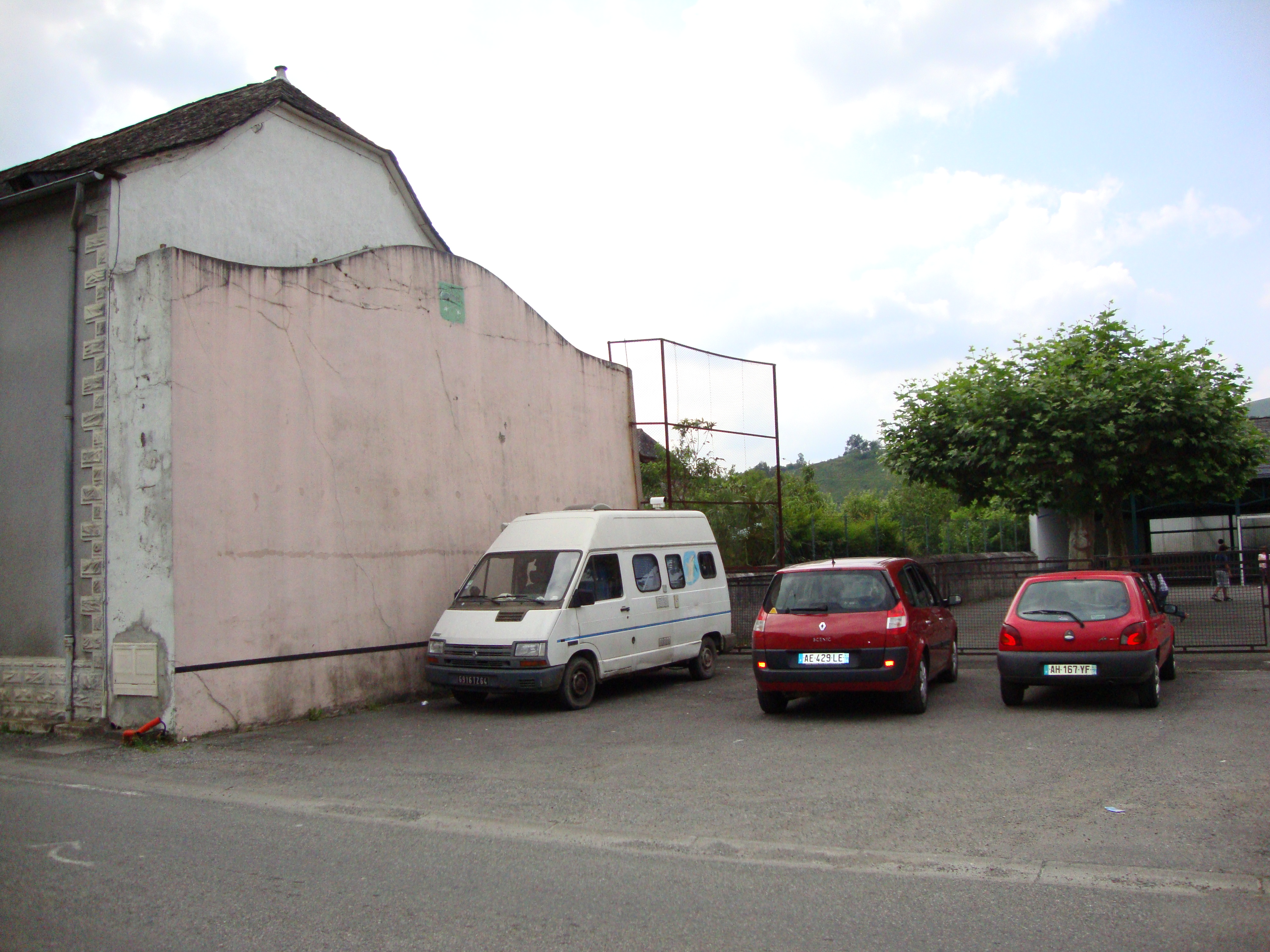
Fronton, à côté de l'école

## Économie
L'économie de la commune est essentiellement orientée vers l'agriculture et l'élevage (bovins et ovins). Elle fait partie de la zone d'appellation de l'ossau-iraty.

## Culture locale et patrimoine

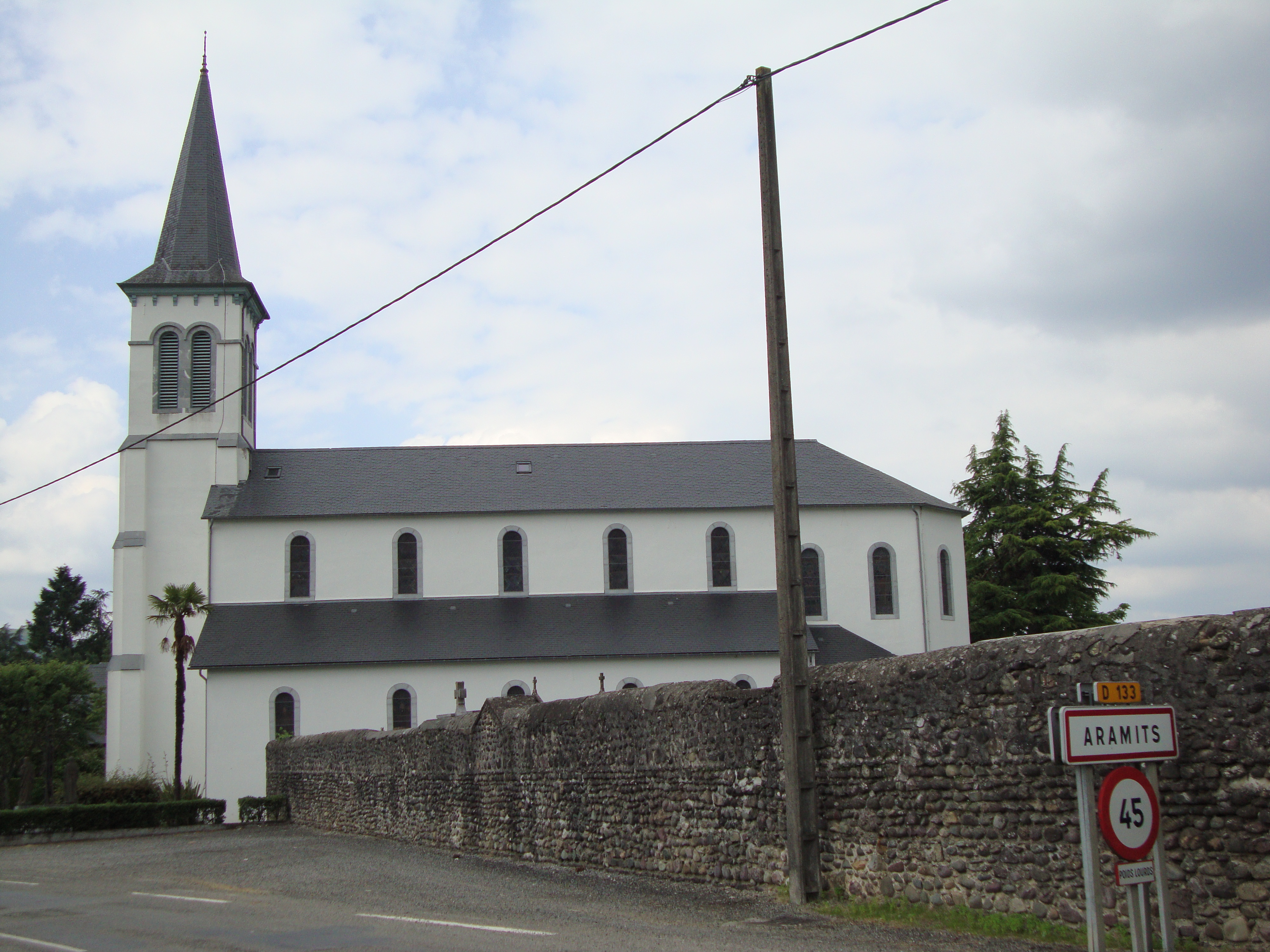
L'église.

### Lieux et monuments
- L'église paroissiale Saint-Vincent est une ancienne abbaye laïque dont il reste un portail du XVIIe siècle. 
La vieille église a été démolie en 1880. De 1884 à 1886 se sont déroulés les travaux de construction de la nouvelle église, de style romano-byzantin[61]. Elle est inscrite à l'Inventaire général du patrimoine culturel depuis 2003[61]. L'église est dédiée à saint Vincent de Saragosse.
- Aramits est l'origine de nombreuses excursions dans la Vallée de Barétous.

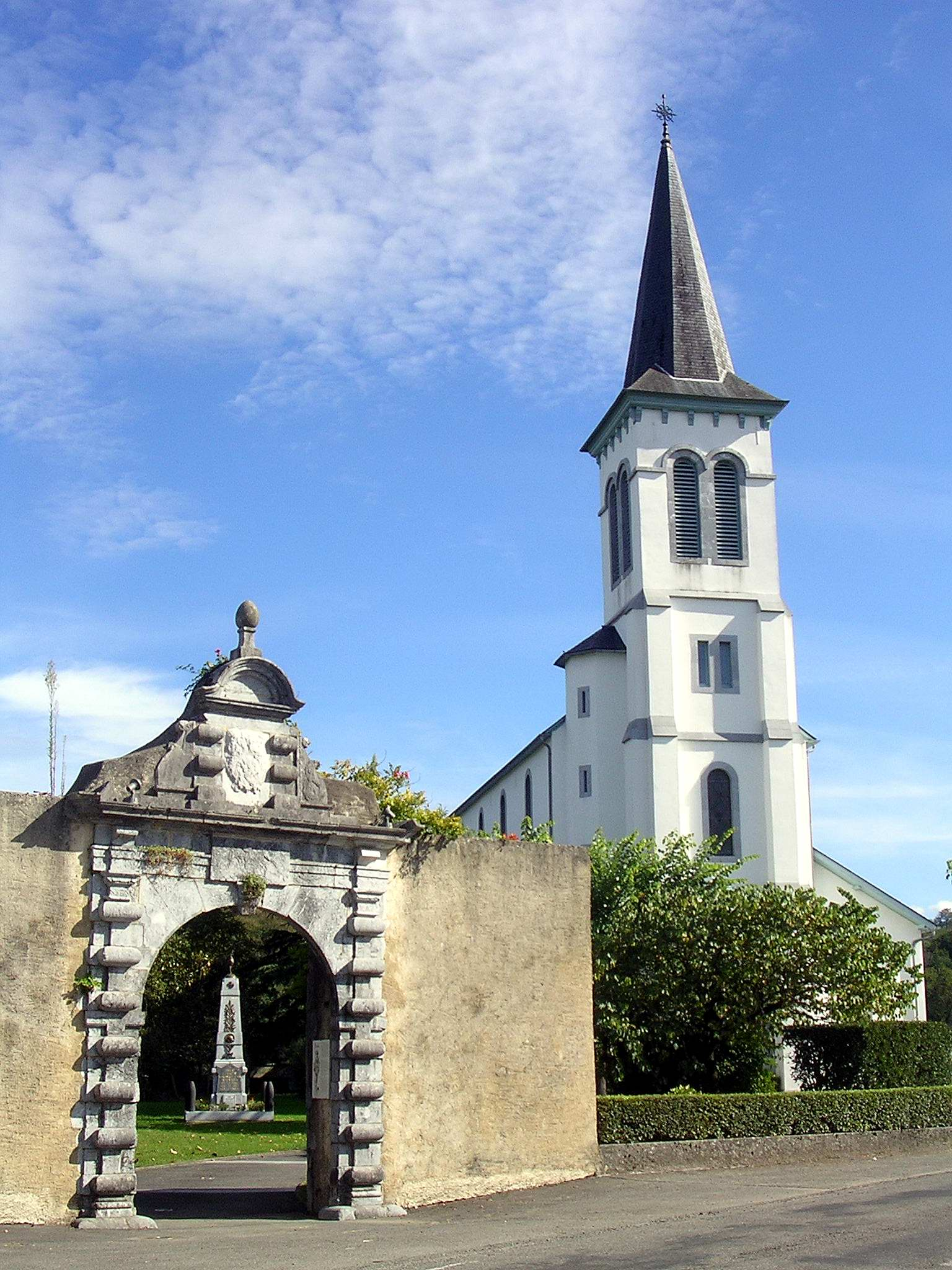
La porte de l'Abbaye et l'église Saint-Vincent.
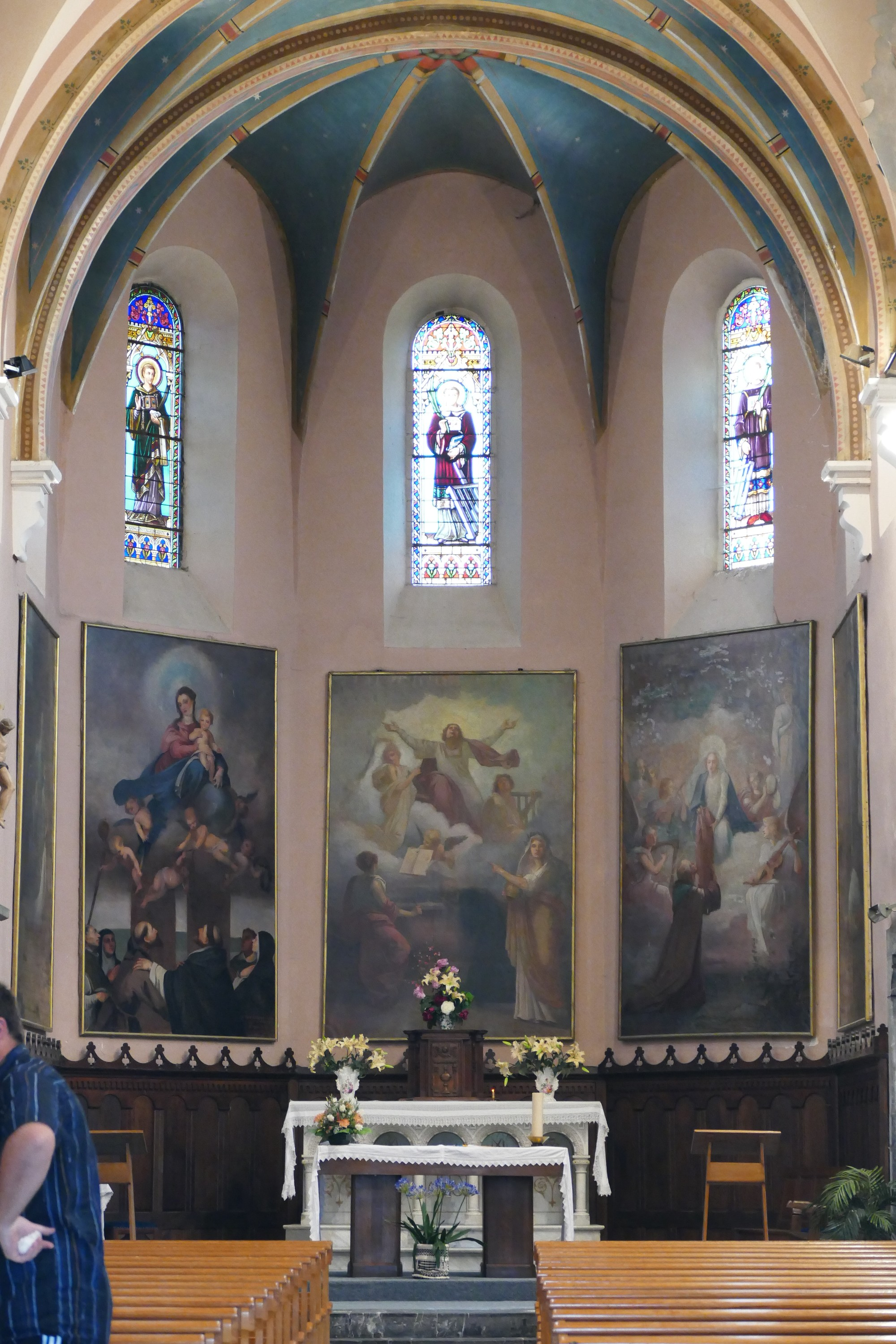
Le chœur de l'église ...
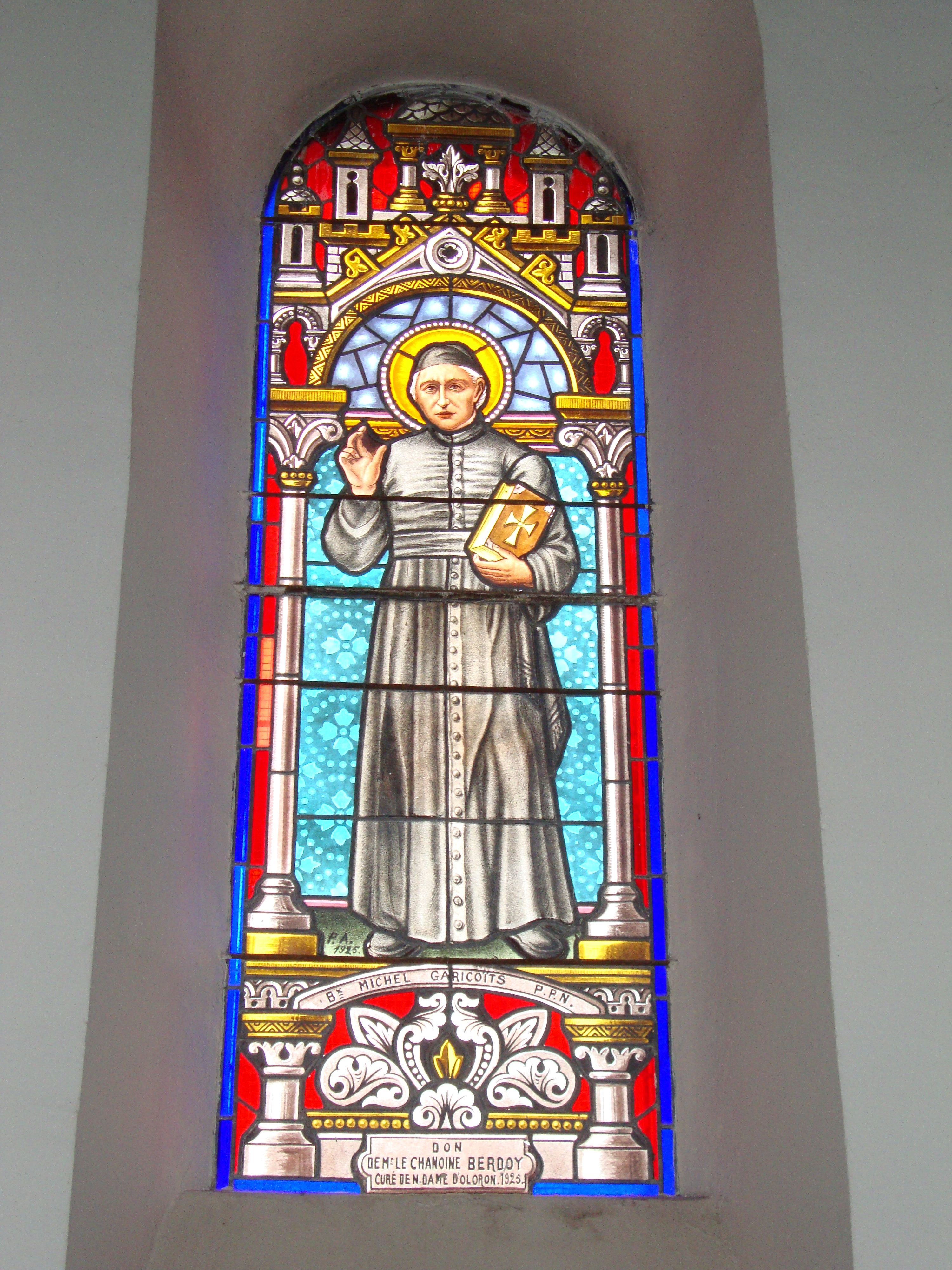
... et un des vitraux de Michel Garicoïts.
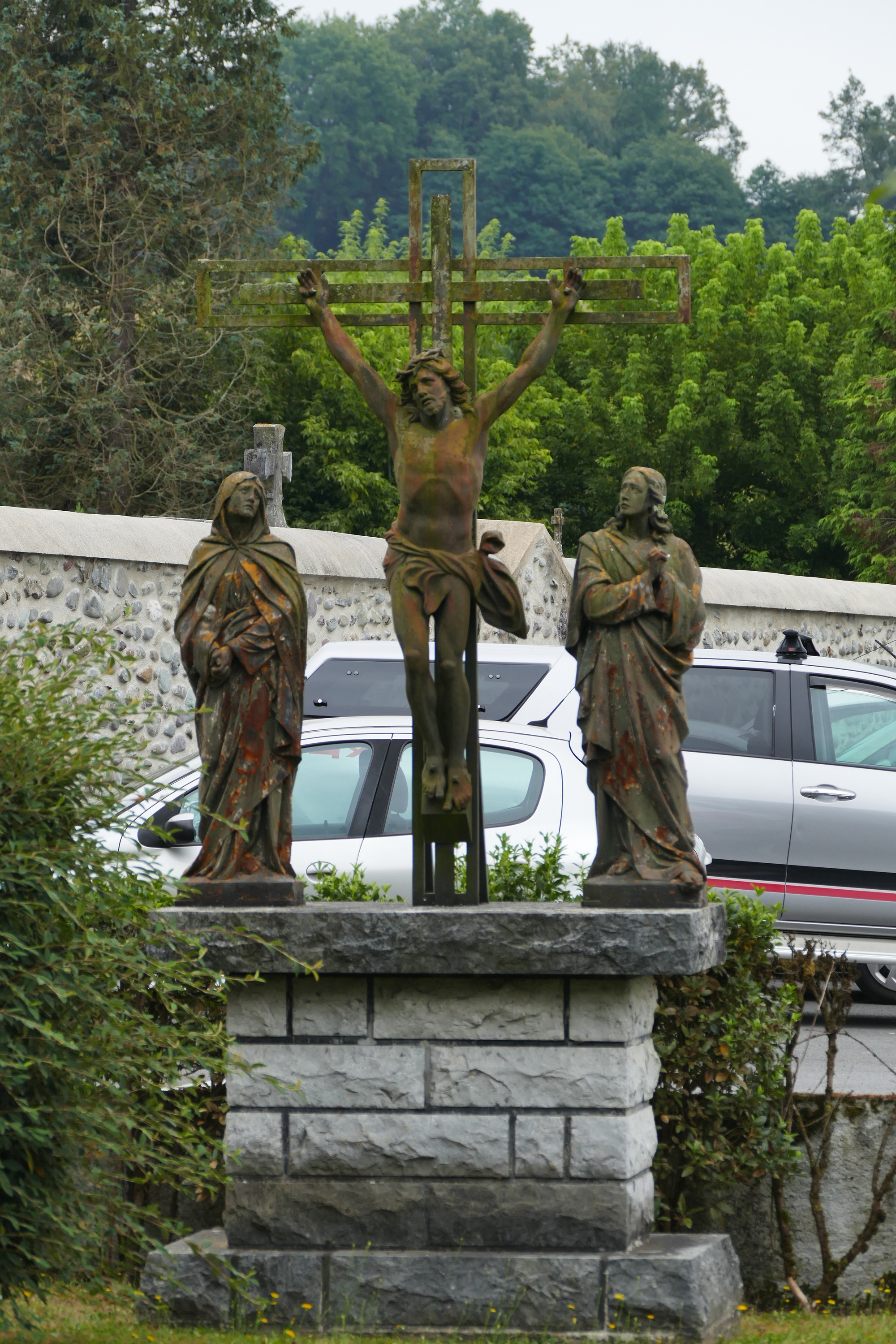
Le calvaire.
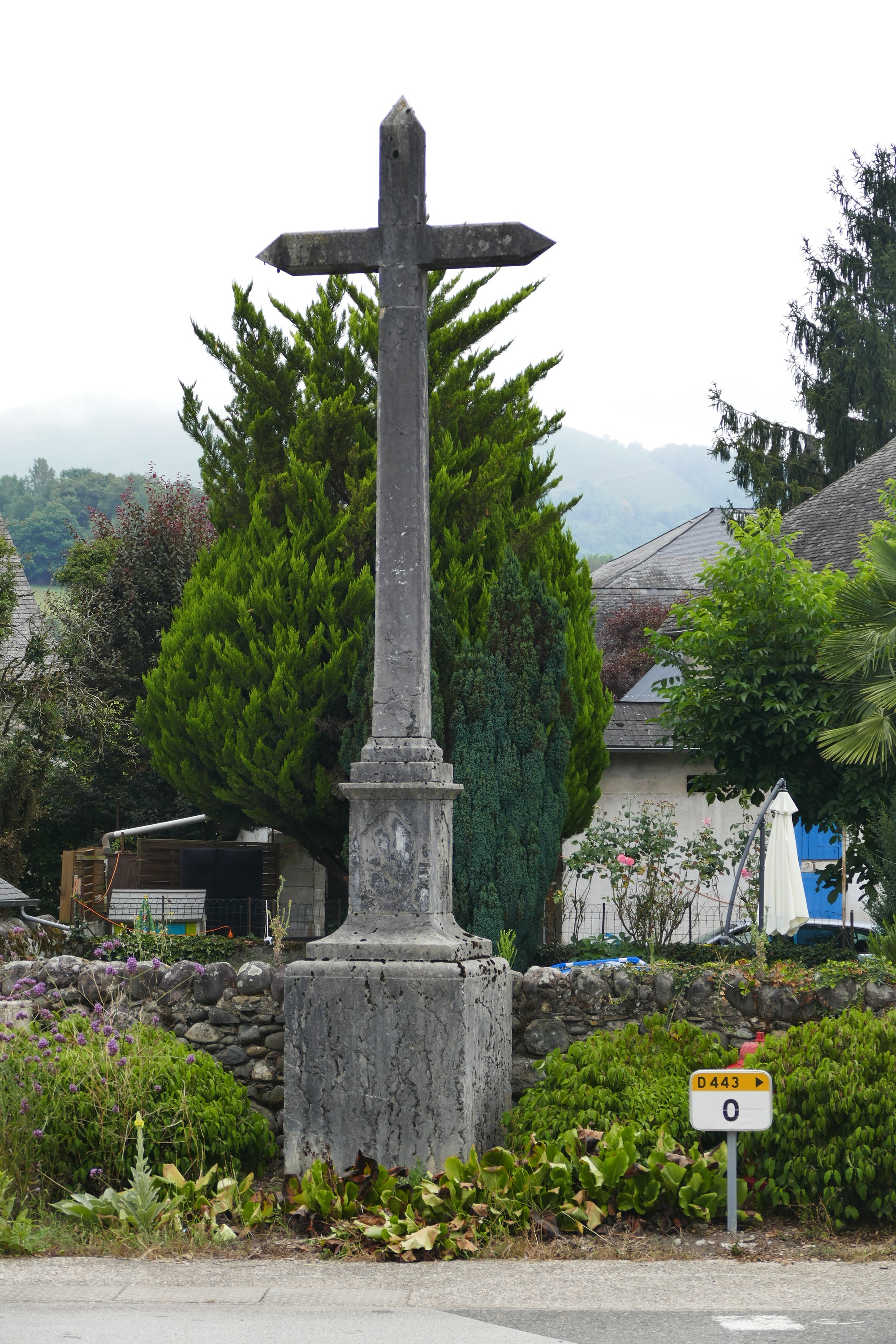
Croix de chemin.
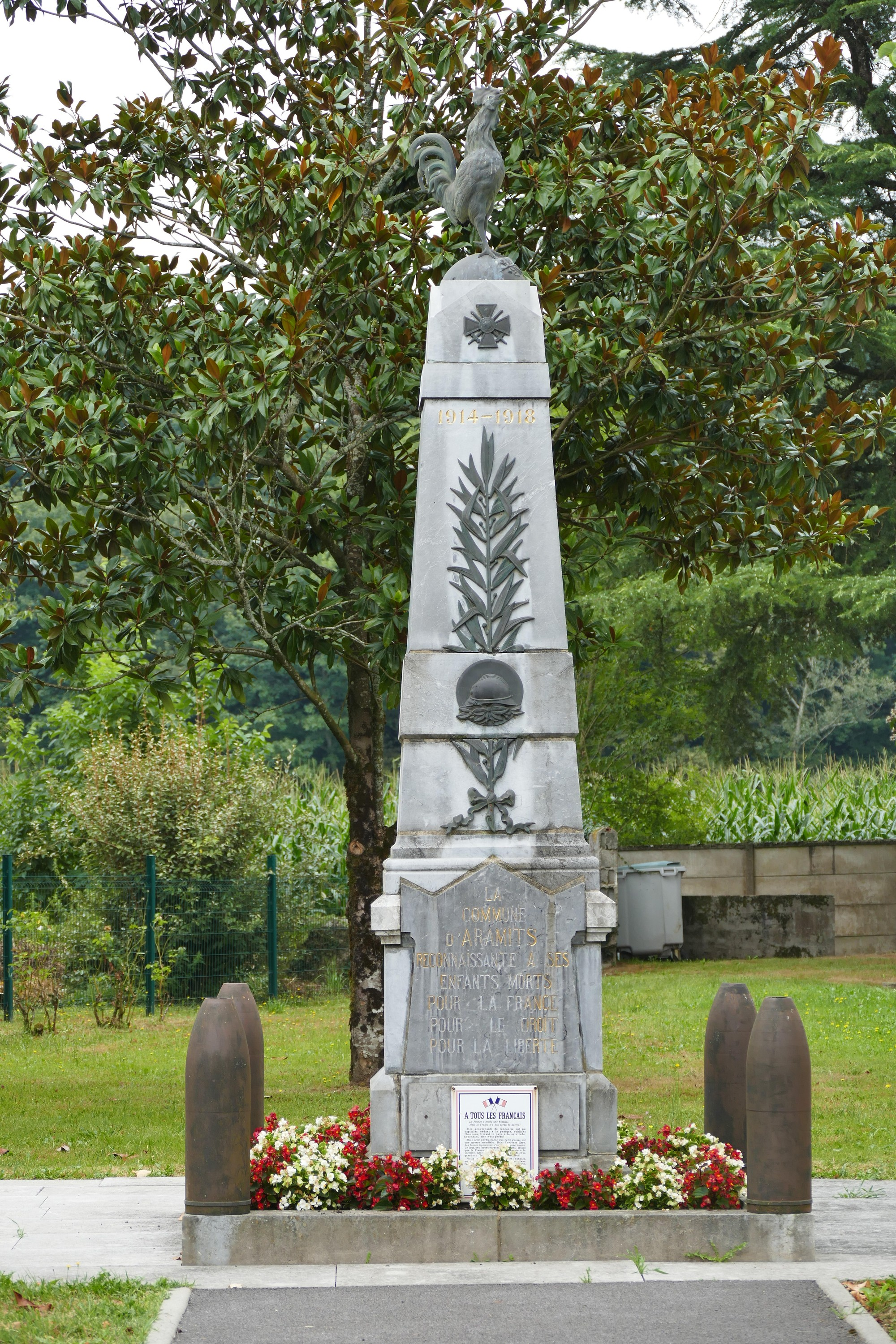
Monument aux morts.

### Personnalités liées à la commune
- Henri d'Aramitz, né vers 1620 et mort en 1655 ou 1674, seigneur béarnais, mousquetaire de la Maison du Roi au XVIIe siècle, le cousin du comte de Tréville, capitaine des mousquetaires de la garde du Roi. Il hérite en 1648  la fonction d'abbé laïc d'Aramits.
Son personnage a inspiré Alexandre Dumas lorsqu'il imagine Aramis, l'un des héros de la trilogie des mousquetaires.
- Pierre Capdevielle (1974- ) a joué à  l'Entente Aramits-Asasp de 1985 à 1994.

### Héraldique
| Blason de Aramits | Blason  | De sinople à deux rapières basses d'argent passées en sautoir et surmontées d'un chapeau de mousquetaire de sable au panache d'argent. |
| Blason de Aramits | Détails | Blason utilisé de fait, présenté sur FR3 le 03/08/2022 dans "la carte aux trésors".                                                    |

## Pour approfondir